# Tempestade tropical Choi-wan (2021)
A tempestade tropical Choi-wan, conhecida nas Filipinas como tempestade tropical Dante, foi uma tempestade tropical que causou inundações moderadas e danos nas Filipinas e também afetou Taiwan no início de junho de 2021. A terceira tempestade nomeada da temporada de tufões de 2021 no Pacífico, Choi-wan, originou-se de uma área de baixa pressão, localizada ao sul-sudeste de Guam, perto de um sistema de fermentação. Alimentado por um ambiente favorável à ciclogênese tropical, desenvolveu-se em uma depressão tropical, dois dias depois, ao se mover para o oeste. Às 00:00 UTC de 31 de maio, o sistema fortaleceu-se para uma tempestade tropical e foi batizado de Choi-wan pela JMA. Embora a tempestade ainda estivesse localizada nas condições condutivas do mar das Filipinas enquanto se movia para noroeste, uma depressão atmosférica tropical superior a nordeste interrompeu a intensificação do sistema, com a convecção de Choi-wan deslocada para o sul de sua circulação em imagens de satélite.
As fortes chuvas causaram inundações na maioria de Mindanau e Visayas ; 11 mortes foram relatadas e 2 pessoas estão desaparecidas. No sudoeste das Filipinas, 45.000 pessoas foram afetadas, enquanto mais de 12.000 se abrigaram em centros de evacuação para enfrentar o ciclone. Em Visayas Ocidentais, 895 pessoas também foram evacuadas em 2 de junho. Cerca de 4.813 pessoas foram deslocadas em Agusan do Norte.

## História meteorológica
Em 27 de Maio, a Agência Meteorológica do Japão (AMJ) e o Joint Typhoon Warning Center (JTWC) notaram a persistência de uma área de convecção atmosférica a cerca de 425 milhas náuticas (787 km; 489 mi) sul-sudeste de Guam. O ambiente de convecção nas proximidades exibia uma baixa inclinação vertical do vento e temperaturas quentes de 29-30 ° c (84-86 °F) na superfície do mar; condições ideais para a ciclogênese tropical. O JMA avaliou a área de convecção ter desenvolvido para uma depressão tropical em 29 de Maio, às 06:00 UTC torno de 06°N 136°E.  A PAGASA fez uma avaliação semelhante em um Ciclone Tropical Comunicado emitido às 15:00 UTC. O JTWC mais tarde seguiu com sua própria avaliação, identificando o centro da recém-desenvolvida depressão tropical a aproximadamente 35 milhas náuticas (65 km).; 40 mi) sul-sudeste de Angaur, Palau e atribuindo a designação 04W. Como o sistema seguiu para oeste, ele entrou na área de Responsabilidade Filipina às 01: 00 PHT (17:00 UTC). a PAGASA então nomeou a tempestade Dante em seu primeiro boletim de ciclones tropicais para a tempestade.
Choi-wan intensificou-se ainda mais no mar das Filipinas e o JTWC determinou que a depressão se tornou uma tempestade tropical. Mais tarde, a Agência Meteorológica do Japão também atualizou o sistema para uma tempestade tropical, e a tempestade foi então chamada de Choi-wan. O centro de Choi-wan foi exposto devido a um vale tropical superior da troposfera do nordeste, induzindo cisalhamento no sistema. O sistema continuou a mover-se para noroeste antes de seguir um caminho oeste-noroeste enquanto continuava a lutar contra o cisalhamento moderado. Às 20:30 PHT (01:30 UTC), Choi-wan atingiu Sulat, Eastern Samar como uma tempestade tropical mínima. No meio de seu trânsito pelas Filipinas, o JTWC então rebaixou-o para uma depressão tropical.
Em seguida, fez um segundo landfall no município de Cataingan na ilha de Masbate às 17:00 UTC em 1 de junho antes de fazer outro landfall em Balud às 19:30 UTC, ainda na província. Atravessou o Mar de Sibuyan e atingiu o quarto landfall na ilha de Romblon, Romblon às 00:00 UTC do dia seguinte. Cruzou o passo Romblon antes de fazer um quinto landfall no município de San Agustín, cinquenta minutos depois do anterior, ainda na província. Choi-wan então se dirigiu para o noroeste enquanto lutava para se reorganizar sob as águas do Estreito de Tablas, e então fez um sexto landfall em Pola, Mindoro Oriental às 06:00 UTC. Ele atravessou a ilha de Mindoro com o sistema sendo desorganizado novamente antes de sair para a Passagem da Ilha Verde. Choi-wan então fez um sétimo landfall na Ilha de Marincaban, Tingloy, Batangas às 11:20 UTC. Continuando a se mover para noroeste, o sistema atingiu o oitavo e último landfall na Península Calatagan em Batangas às 12:00 UTC em 2 de junho, antes de sair de volta para o Mar da China Meridional. Apesar da previsão de que o sistema se dissipará na área, as altas temperaturas da superfície do mar ajudaram Choi-wan a se fortalecer para uma tempestade tropical às 03:00 UTC do dia seguinte.
Uma grande área de alta pressão no Oceano Pacífico central e um anticiclone sobre a China viraram o sistema para norte-nordeste, com a tempestade saindo da Área de Responsabilidade das Filipinas às 18:00 UTC. O ar seco mais uma vez impactou a tempestade, com a convecção de Choi-wan sendo deslocada para o oeste ao se aproximar de Taiwan e, como resultado, a tempestade enfraqueceu novamente para uma depressão tropical de acordo com as estimativas do JTWC  e o PAGASA. Às 08:00 UTC de 4 de junho, Choi-wan reentrou no PAR antes que o sistema começasse a se fundir com uma frente meiyu existente que se estende da China às ilhas japonesas e, ao mesmo tempo, passando ao sul de Taiwan. Às 1:00 UTC, o sistema re-saiu do PAR pela segunda e última vez enquanto se dirigia para o norte-nordeste.  Enquanto passava pelas Ilhas Ryukyu, o JMA emitiu seu aviso final sobre Choi-wan quando esta passou para uma tempestade extratropical, pois ainda estava embutida na frente.

## Preparações e impacto

### Filipinas
Quando Choi-wan (conhecido localmente como Dante) se aproximou das Filipinas, o Sinal de Alerta de Ciclone Tropical (TCWS) nº 1 foi levantado na maior parte de Lução, Visayas e Mindanau em 31 de maio. No dia seguinte, quando Dante se aproximou da chegada ao continente, o TCWS # 2 foi emitido em um trecho do leste das Filipinas estendendo-se ao norte de Biliran e Samar até Quezon. Antes da chegada de Choi-wan, o NDRRMC conduziu uma avaliação de risco para a tempestade que se aproximava em 31 de maio, enquanto mais de $ 1,105 mil milhão em fundos de reserva foram dispersos pelo departamento de Desenvolvimento e Bem-Estar Social do país para os evacuados. O Instituto Filipino de Vulcanologia e Sismologia (PHIVOLCS), por outro lado, emitiu um comunicado para possível lahar em 1º de junho para o Vulcão Mayon. Pelo menos 604 pessoas foram forçadas a se abrigar em centros de evacuação na Cidade Davao. Em outros lugares, as aulas foram suspensas e os locais de trabalho fechados em Sorsogon em 1 de junho e 2. 500 famílias em Agusan del Norte foram forçadas a deixar suas casas quando as enchentes varreram a região. Um total de 45.000 pessoas foram afetadas no sudoeste das Filipinas, enquanto 12.000 foram evacuadas com segurança. Em Visayas Ocidentais , 895 pessoas foram evacuadas em 2 de junho. Em Negros Occidental, as viagens marítimas foram suspensas e os cidadãos relataram inundações. No mesmo dia, foi ordenada uma evacuação preventiva nas áreas de deslizamento, inundação e propensão a lahar de Albay. A província de Ilocos Norte, no norte de Luzon, foi colocada em alerta elevado, também no mesmo dia, após a aproximação de Choi-wan conforme a tempestade avançava no Mar da China Meridional.
Em Mindanao, fortes chuvas causaram enchentes e deslizamentos de terra a partir de 29 de maio a 1 de junho, afetando pelo menos 2.642 pessoas e destruindo plantações. As inundações mataram uma menina e deixaram seu pai desaparecido em Cotabato do Sul, e afogaram um homem em Davao do Sul. Um deslizamento de terra matou um bebê em Davao de Ouro. Danos à agricultura em Mindanao foram avaliados em $ 14.6 milhões (US$ 305.000). Uma picape foi varrida pelas enchentes e seus dois passageiros ficaram desaparecidos, embora eles tenham sido encontrados vivos com o caminhão sendo danificado de forma irreconhecível. Cerca de 4.813 cidadãos foram deslocados em Agusan del Norte de Choi-wan. Choi-wan causou danos de $ 307,2 milhões (US$ 6,39 milhões) à infraestrutura e ao setor agrícola em Visayas e Mindanao ao longo de sua trajetória em 1–2 de junho. Choi-wan posteriormente raspou a costa da província de Batangas em Luzon, causando impacto mínimo, antes de sair para as águas costeiras perto de Mindoro Oriental. 2 pessoas, um homem de 28 anos e uma mulher de 32 anos, morreram em Mindoro Oriental após serem atingidas por um raio, o homem morrendo imediatamente e a mulher morrendo ao chegar ao hospital devido aos ferimentos. Um adolescente de 19 anos morreu no Occidental Mindoro depois de também ser atingido por um raio em San Jose. 11 pessoas no total morreram nas Filipinas, enquanto pelo menos 2 ainda estavam desaparecidas em 6 de junho.

### Taiwan
O Departamento Central de Meteorologia de Taiwan emitiu avisos de vento terrestre em todo o país em 3 de junho, quando Choi-wan se aproximou do país pelo sudoeste. Alertas de chuva forte também foram emitidos para 15 condados enquanto Choi-wan interagia com uma frente que também estava entregando chuvas para o país. As estradas na Grande Taipei foram inundadas e tornaram-se intransitáveis, enquanto as árvores desabaram sob o solo humido. 234 milímetros (9,2 pol) da chuva caiu em Taipei em apenas três horas, enquanto cerca de 300 mm de chuva caiu perto da Universidade Nacional de Taiwan. Os distritos de Daan, Wenshan, Nangang, Neihu e Xinyi em Taipei relataram mais de 100 milímetros (3,9 pol) de chuva devido à combinação do sistema frontal e Choi-wan, de acordo com o prefeito de Taipei, Ko Wen-je. Os avisos de vento relacionados a Choi-wan foram suspensos em 4 de junho quando a tempestade enfraqueceu para uma depressão tropical, embora os avisos de chuva permanecessem em vigor, pois o sistema frontal não relacionado continuava a produzir chuvas pesadas.